# Huernia clavigera
Huernia clavigera är en oleanderväxtart som först beskrevs av Jac., och fick sitt nu gällande namn av Adrian Hardy Haworth. Huernia clavigera ingår i släktet Huernia och familjen oleanderväxter. Inga underarter finns listade i Catalogue of Life.